# Visconde de Arlincourt

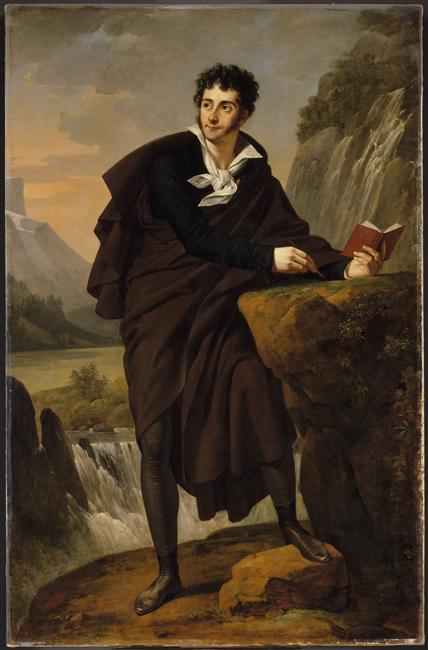
Desenho de Robert Lefèvre (1822)

Charles-Victor Prévost d'Arlincourt, reconhecido como Visconde de Arlincourt (26 de setembro de 1788 - 22 de janeiro de 1856), é um romancista, poeta e autor dramático francês. Entre suas obras famosas no século XIX, estão Ipsiboé (1823), Ismália (1828), Ida e Natália (1841).

## Ligaçoes externas
- Media relacionados com Visconde de Arlincourt no Wikimedia Commons